# الرنف (خيران المحرق)

تعديل مصدري - تعديل

الرنف هي إحدى قرى عزلة الدانعى بمديرية خيران المحرق التابعة لمحافظة حجة، بلغ تعداد سكانها 1158 نسمة حسب تعداد اليمن لعام 2004.